# Stronger (Clean Bandit)
Stronger è un singolo del gruppo musicale britannico Clean Bandit, pubblicato il 13 febbraio 2015 come ottavo estratto dal primo album in studio New Eyes.
Per la realizzazione del singolo hanno anche collaborato Alex Newell e Sean Bass (fratello di Sharna Bass con la quale i Clean Bandit hanno realizzato il singolo Extraordinary).